# Конников, Самуил Гиршевич
Самуи́л Ги́ршевич (Григо́рьевич) Ко́нников (род. 6 июля 1938, Ленинград) — российский физик, генеральный директор Центра коллективного пользования «Материаловедение и диагностика в передовых технологиях», член экспертного совета концерна «Наноиндустрия». Доктор физико-математических наук, профессор, член-корреспондент Российской академии наук (РАН).
Лауреат Государственной премии СССР (1984).
Научная деятельность С. Г. Конникова связана с разработкой новых способов диагностики и их применением в материаловедении и технологиях, а именно:
- созданием новых и совершенствованием существующих методов диагностики, основанных на регистрации сигналов, возникающих при взаимодействии электронных, фотонных, рентгеновских, ионных и других пучков, а также тонких металлических нанозондов с твердым телом;
- применением разработанного комплекса методов практической диагностики для исследования материалов, структур и приборов микро-, нано- и оптоэлектроники.

В круг его деловых и научных интересов входят также педагогическая и инновационная деятельность.
Заведующий лабораторией Физико-технического института (ФТИ) имени А. Ф. Иоффе РАН, заместитель заведующего кафедрой «Физика твердого тела» физико-технического факультета Санкт-Петербургского государственного политехнического университета (СПбГПУ), заместитель председателя специализированного диссертационного совета СПбГПУ и ФТИ им. Иоффе. Является учёным секретарём секции «Электроника» Научно-технического совета при губернаторе Санкт-Петербурга, экспертом программы «Научное приборостроение» Министерства промышленности, науки и технологий РФ.
Входит в состав редколлегий журналов «Физика и техника полупроводников», «Приборы и техника эксперимента».
Действительный член Академии инженерных наук РФ, член-корреспондент Российской академии естественных наук.
Женат, имеет троих детей.
В 2024 году награждён благодарностью Президента Российской Федерации за заслуги в развитии отечественной науки, многолетнюю плодотворную деятельность и в связи с 300-летием со дня основания Российской академии наук.